# Liste der Bodendenkmäler in Buchdorf
Auf dieser Seite sind die Bodendenkmäler in der schwäbischen Gemeinde Buchdorf zusammengestellt. Diese Tabelle ist eine Teilliste der Liste der Bodendenkmäler in Bayern. Grundlage ist die Bayerische Denkmalliste, die auf Basis des Bayerischen Denkmalschutzgesetzes vom 1. Oktober 1973 erstmals erstellt wurde und seither durch das Bayerische Landesamt für Denkmalpflege geführt wird. Die folgenden Angaben ersetzen nicht die rechtsverbindliche Auskunft der Denkmalschutzbehörde.

## Bodendenkmäler in Buchdorf
| Lage                     | Objekt | Akten-Nr.     | Bild |
| ------------------------ | --- | ------------- | ---- |
| (Standort)               | Grabhügel der Bronzezeit. | D-7-7131-0042 |      |
| (Standort)               | Siedlung vor- und frühgeschichtlicher Zeitstellung.                                                                                     | D-7-7230-0063 |      |
| (Standort)               | Altstraße vor- und frühgeschichtlicher oder mittelalterlicher Zeitstellung.                                                             | D-7-7230-0067 |      |
| Kirchgasse 2 (Standort)  | Mittelalterliche und frühneuzeitliche Befunde im Bereich der katholischen Pfarrkirche St. Ulrich in Buchdorf und ihrer Vorgängerbauten. | D-7-7230-0300 |      |
| (Standort)               | Grabhügel vorgeschichtlicher Zeitstellung.                                                                                              | D-7-7230-0395 |      |
| (Standort)               | Grabhügel vorgeschichtlicher Zeitstellung.                                                                                              | D-7-7231-0002 |      |
| (Standort)               | Viereckschanze der jüngeren Latènezeit.                                                                                                 | D-7-7231-0003 |      |
| (Standort)               | Grabhügel vorgeschichtlicher Zeitstellung.                                                                                              | D-7-7231-0004 |      |
| (Standort)               | Grabhügel vorgeschichtlicher Zeitstellung.                                                                                              | D-7-7231-0005 |      |
| (Standort)               | Freilandstation des Mesolithikums. | D-7-7231-0006 |      |
| (Standort)               | Siedlung vor- und frühgeschichtlicher Zeitstellung.                                                                                     | D-7-7231-0126 |      |
| Maierbergle 1 (Standort) | Mittelalterliche und frühneuzeitliche Befunde im Bereich der katholischen Pfarrkirche St. Josef in Baierfeld und ihrer Vorgängerbauten. | D-7-7231-0175 |      |